# Emanuel Bowen

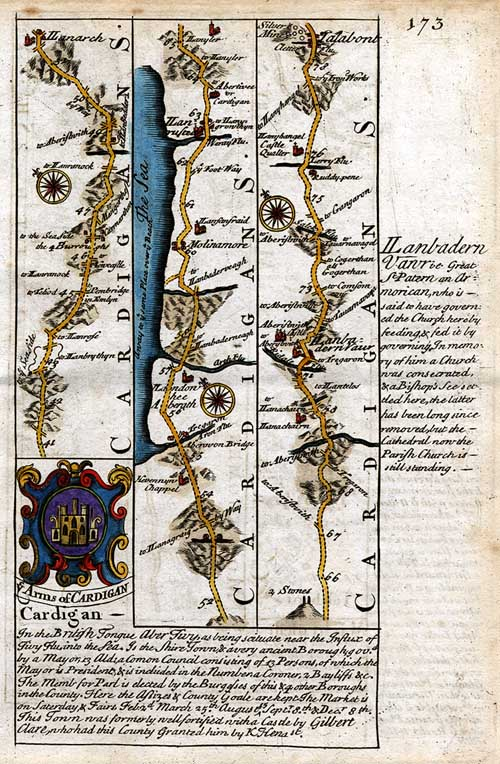
Von Emanuel Bowen gestochene Karte aus dem von John Owen 1720 erstmals herausgegebenen Straßenatlas Britannica Depicta.

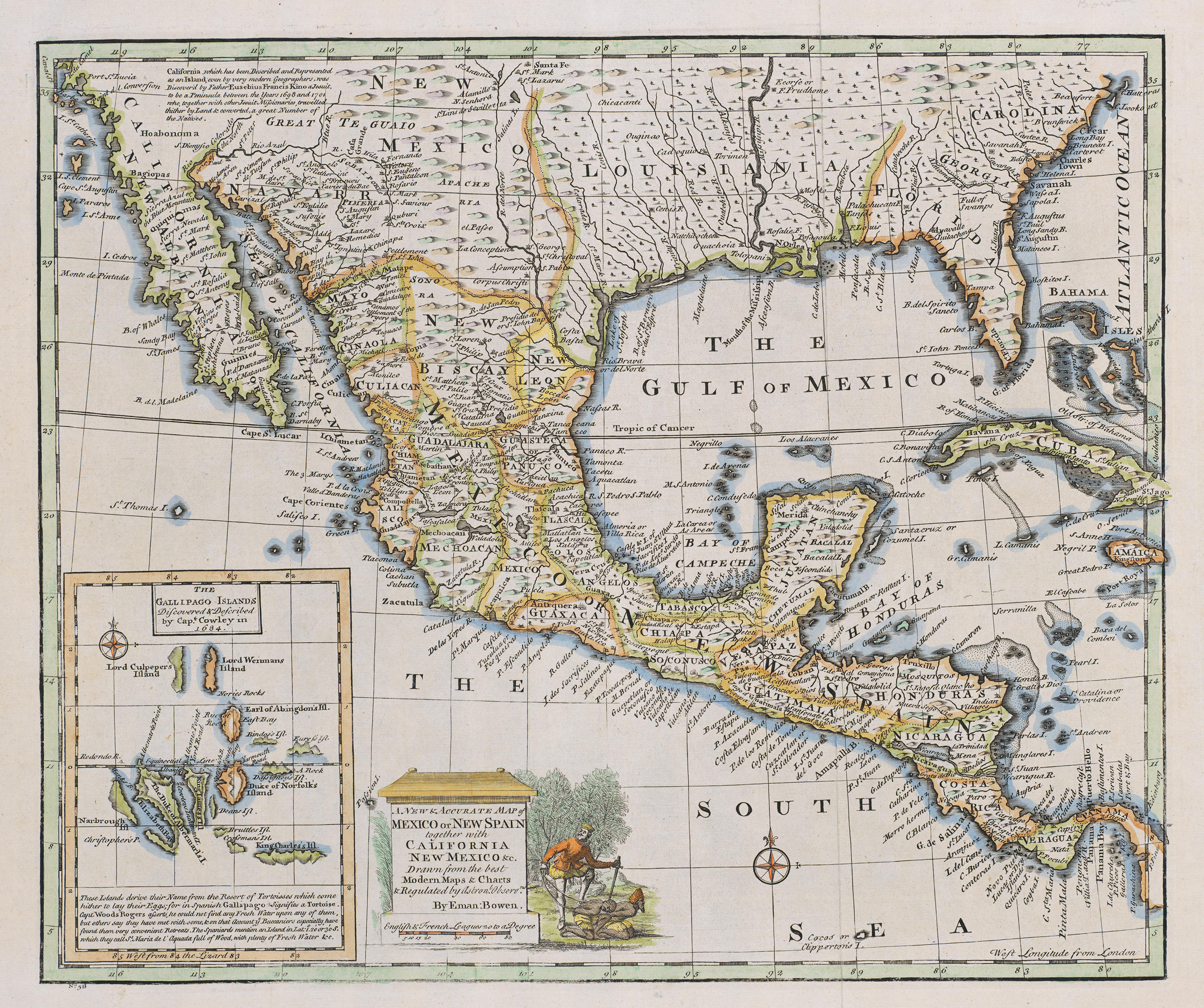
A New & Accurate Map of Mexico or New Spain together with California, New Mexico &c. Bowen, 1752

Emanuel Bowen (fl. 1714; † 1767 in London) war ein englischer Kupferstecher und Kartograph, der vor allem durch seine kartographischen Darstellungen von England und Wales bekannt wurde.

## Leben und Werk
Bowens Lebensumstände liegen weitestgehend im Dunkeln. Seine Schaffensperiode begann um 1714 in London und dauerte bis zu seinem Tod im Jahr 1767. Obwohl er offizieller Kartograph Georgs II. von Großbritannien und Ludwigs XV. von Frankreich war, starb er verarmt. Sein Sohn Thomas, der die Arbeit seines Vaters zunächst fortführte, starb – ebenfalls mittellos – 1790 in einem Arbeitshaus in Clerkenwell im heutigen London Borough of Islington.
Am bekanntesten wurde Bowen durch seine Karten zu England und Wales. Der 1720 von John Owen herausgegebene Straßenatlas Britannica Depicta basierte auf Karten von John Ogilby, die Bowen um historische Fakten und heraldische Informationen erweiterte. Gemeinsam mit Thomas Kitchin (1718–1784) arbeitete Bowen an einem Atlas mit dem Titel The Large English Atlas, dessen Einzelkarten sie von 1749 bis zur Fertigstellung des Werkes im Jahr 1760 verkauften.

Für die 2. englische Ausgabe von Description de la Chine et de la Tartarie chinoise mit dem Titel  A description of the empire of China and Chinese-Tartary, together with the kingdoms of Korea, and Tibet  hat Bowen einen Teil der Landkarten gestochen. 

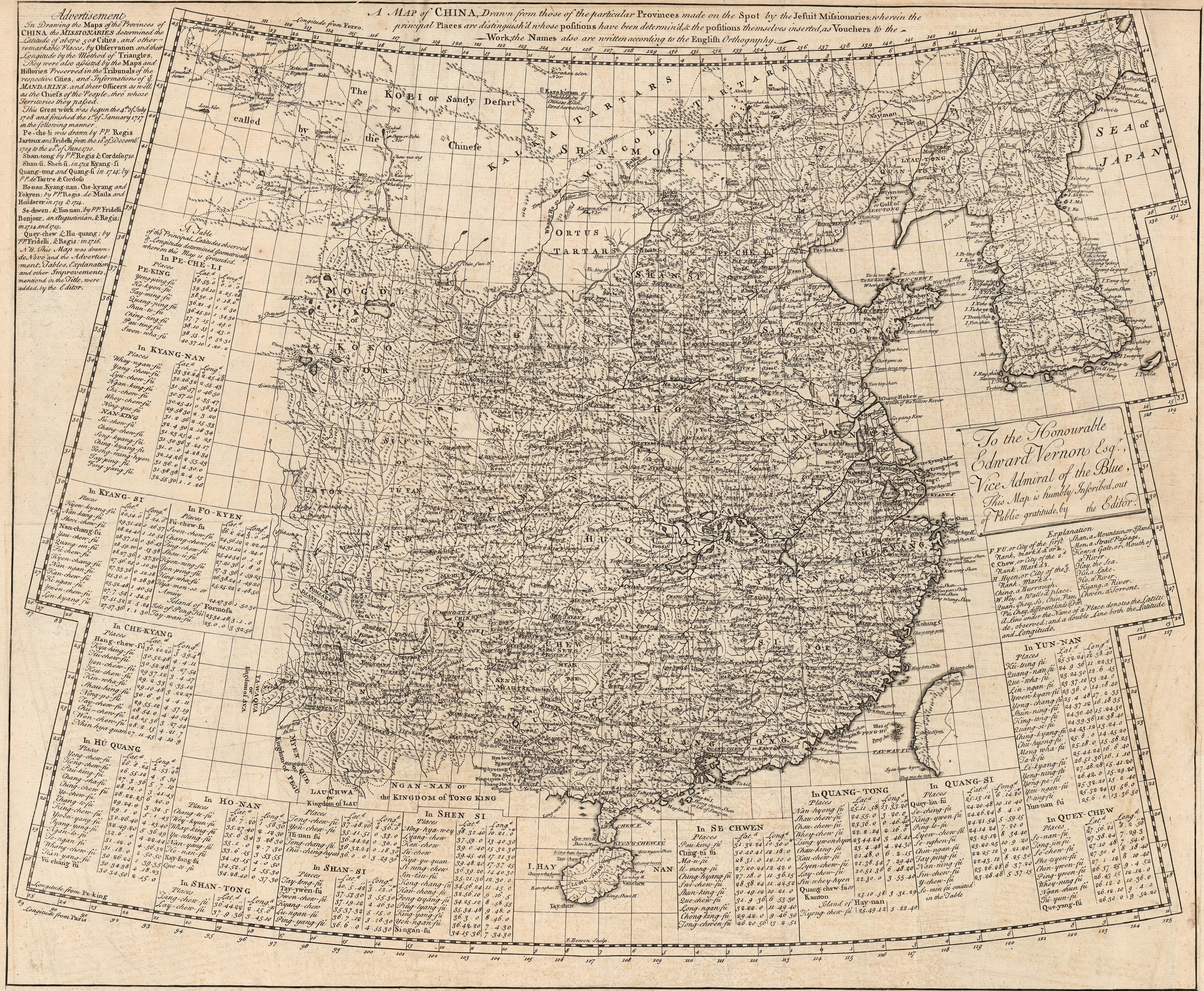
A description of the empire of China and Chinese-Tartary, together with the kingdoms of Korea, and Tibet Band 2 zwischen Seite 236 und 245, 1738, A map of China, drawn from those of the particular provinces made on the spot by the Jesuit missionaries (D'Anville and Bowen).

## Werke (Auswahl)
- Britannia depicta: or, Ogilby improved. Being an actual survey of all the direct and principal cross roads of England and Wales (1720)
- A complete Atlas, or distinct View of the known World: exhibited in 68 Maps (1752)
- The large English Atlas: or a new set of maps of all the counties in England and Wales (1760)
- The Royal English atlas: 18th century county maps of England and Wales (1765)

## Moderne Ausgaben
- The Royal English atlas: 18th century county maps of England and Wales by Emanuel Bowen and Thomas Kitchin, Nachdruck der Erstausgabe von London 1765, mit einer Einleitung von J. B. Harley, Newton Abbot 1971, ISBN 0-7153-5100-1.